# NGC 1879
NGC 1879 è una galassia a spirale barrata situata nella costellazione della Colomba, a una distanza di circa 61 milioni di anni luce dalla nostra Via Lattea.

## Scoperta
La galassia è stata scoperta il 18 novembre 1835 dall'astronomo britannico John Herschel.

## Descrizione
NGC 1879 ha una classe di luminosità V e presenta una larga riga a 21 cm dell'idrogeno neutro.
Data la sua luminosità superficiale pari a 14,37, NGC 1879 può essere classificata come una galassia a bassa luminosità superficiale (nella letteratura in lingua inglese abbreviata in LSB, acronimo di Low Surface Brightness). Le galassie LSB sono galassie di tipo diffuso (D) con una luminosità superficiale inferiore di almeno una magnitudine a quella del cielo notturno circostante.